# Amanita (personaje)
Amanita es un personaje ficticio perteneciente a la DC Comics. Fue creado por Gerard Jones y Pat Broderick y su primera aparición fue en el cómic Green Lantern (vol. 3) N.º 20 (enero de 1992). El nombre y lugar de origen del personaje provienen de la especie Amanita muscaria.

## Historia
Amanita es originario del plantea Muscaria, un planeta frío y húmedo poblado por una raza de hongos inteligentes. Amanita era un artista cuando fue reclutado como Linterna Verde por otro miembro de los Green Lantern Corps, Larvox.
Sirvió como un miembro importante de los Corps ante amenazas como Zafiro Estelar, Eclipso, Entropía y la invasión qwardiana a Oa. La comunicación con sus compañeros era muy difícil debido a que el metabolismo de su especie era mucho más lento que el de otras razas.
Después de la destrucción de los Corps, Amanita fue capturado por un grupo de esclavistas intergalácticos. Fue rescatado por Guy Gardner (cómic) y más tarde se lo vio junto a los Darkstars. Las actividades actuales de Amanita son desconocidas.

## Poderes y armas
Como parte de los Green Lantern Corps, Amanita recibía sus poderes de su anillo de poder, cuya única debilidad es el color amarillo.
Además posee una Conciencia Cósmica, la cual no ha sido dada a conocer en los cómics, por lo cual se desconoce las capacidades que Amanita tenga gracias a esta.
- Datos: Q5671763